# Псара
Псара́, также Пихара (греч. Ψαρά), Псира (Ψύρα) — остров в Эгейском море, в архипелаге Восточные Спорады. Расположен примерно в 14 километрах к северо-западу от более крупного острова Хиоса, вблизи полуострова Карабурун, относящегося к Малой Азии. Принадлежит Греции. Входит в общину (дим) Псару в периферийной единице Хиосе в периферии Северных Эгейских островах. Население 454 жителей по переписи 2011 года, все они проживают в одноимённой деревне, являющейся административным центром общины. Расстояние от деревни Псара до порта Хиоса — 48 морских миль. Жители преимущество заняты животноводством, рыбной ловлей, аквакультурой и туризмом.

## География
Остров расположен в восточной части Эгейского моря. Площадь острова составляет 40,467 квадратных километров, протяженность береговой линии — 45 километров. Наивысшая точка — гора Профитис-Илиас высотой 531 метров. Остров обладает каменистой местностью с холмами и горами, и весьма скудной растительностью, преимущественно маквисом и фриганой, а также травянистыми растениями семейства Яснотковые, в частности тимьяном. В прибрежных районах растёт группами витекс священный. Вдоль побережья расположены узкие полоски приходной для сельского хозяйства земли, пересекаемые высохшими руслами потоков. На пляже Архонтики (Αρχοντίκι), пляже Лимносе (Λήμνος) и в долине Ахладокамбо (Αχλαδόκαμπο) растут фруктовые деревья: груша, слива, инжир, абрикос, а также виноград.
Фауна Псары представлена козами. Острова Андипсара и Псара облюбовали как место гнездования целый ряд морских и перелётных птиц птиц, среди них: чеглок Элеоноры, хохлатый баклан, средиземноморский буревестник и левантский буревестник.
Сельское хозяйство слабо развито, и представлено преимущественно скотоводством. Пчеловодство производит тимьяновый мёд высокого качества. Развиты морской транспорт и рыболовство.
Море у скалистых берегов острова почти всегда бурное и преимущественно в проливе между Псарой и Хиосом представляет опасность. Остров окружают рифы, которые служили естественной защитой от пиратов. Вода прозрачная и богатая рыбой.

## История
Впервые упоминается Гомером как Псира (др.-греч. Ψῠρίη) в Песне третьей в «Одиссее». Страбон называет остров Псиры и упоминает город на острове. Евстафий Солунский упоминает порт со стоянкой на 20 кораблей. Демосфен описывает бурное море и сильные ветры у острова, затрудняющие навигацию.

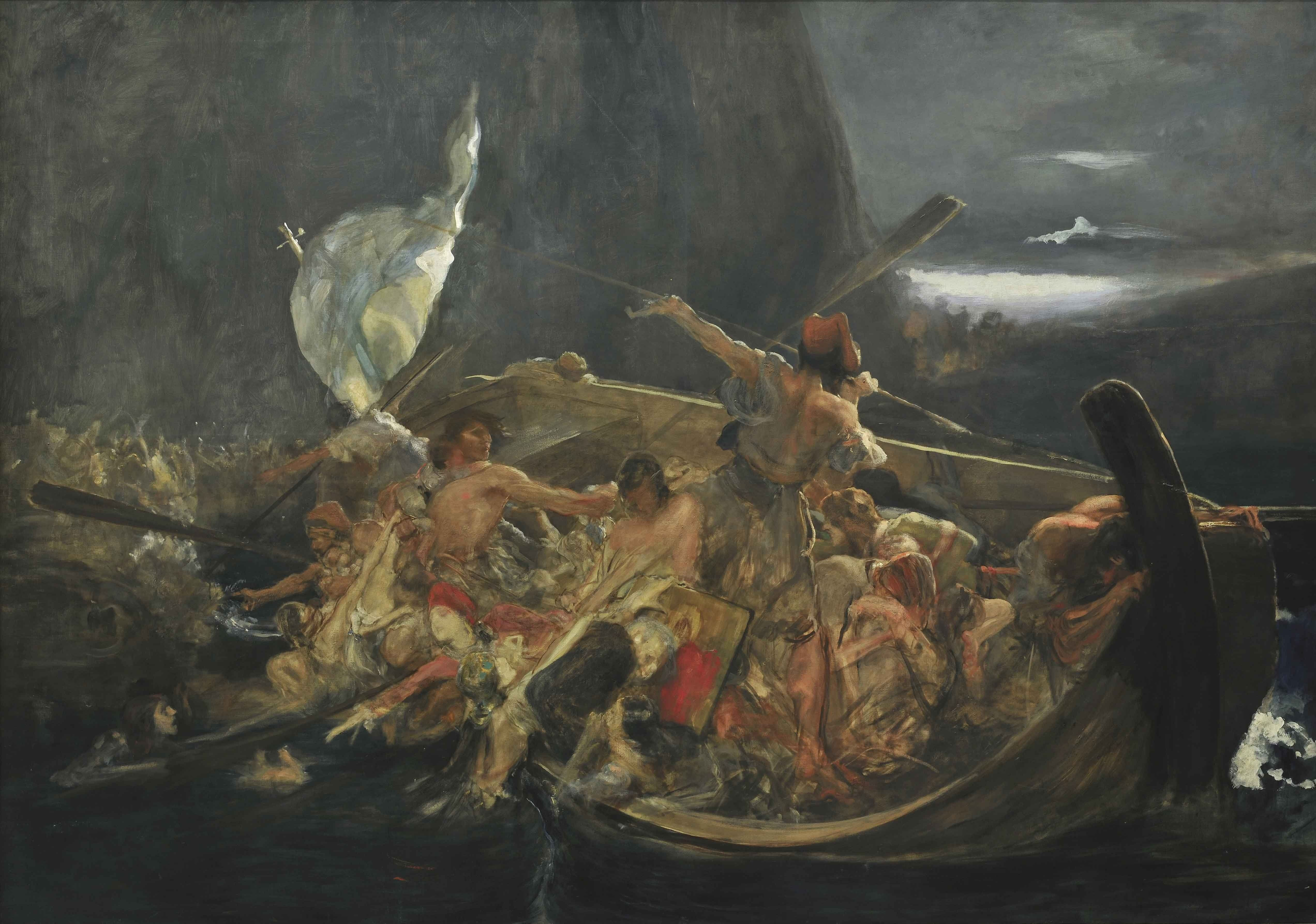
Николаос Гизис. После разрушения Псары

Археологические находки, в частности погребения, свидетельствуют, что остров был обитаем в период позднего неолита. На пляже Архонтики на западе острова найдено большое кладбище микенского периода и поселение позднеэлладского периода ПЭ IIIA2 и IIIC (XIII—XII века до н. э.) Судя по находкам на острове существовали процветающие поселения, по-видимому, торговавшие с Лесбосом, Хиосом и Малой Азией до Геллеспонта. Геометрический период представлен несколькими черепками, найденными на холме Маври-Рахи. В Архонтики найден клад архаического периода (VII—VI века до н. э.) на восточном краю микенского некрополя.

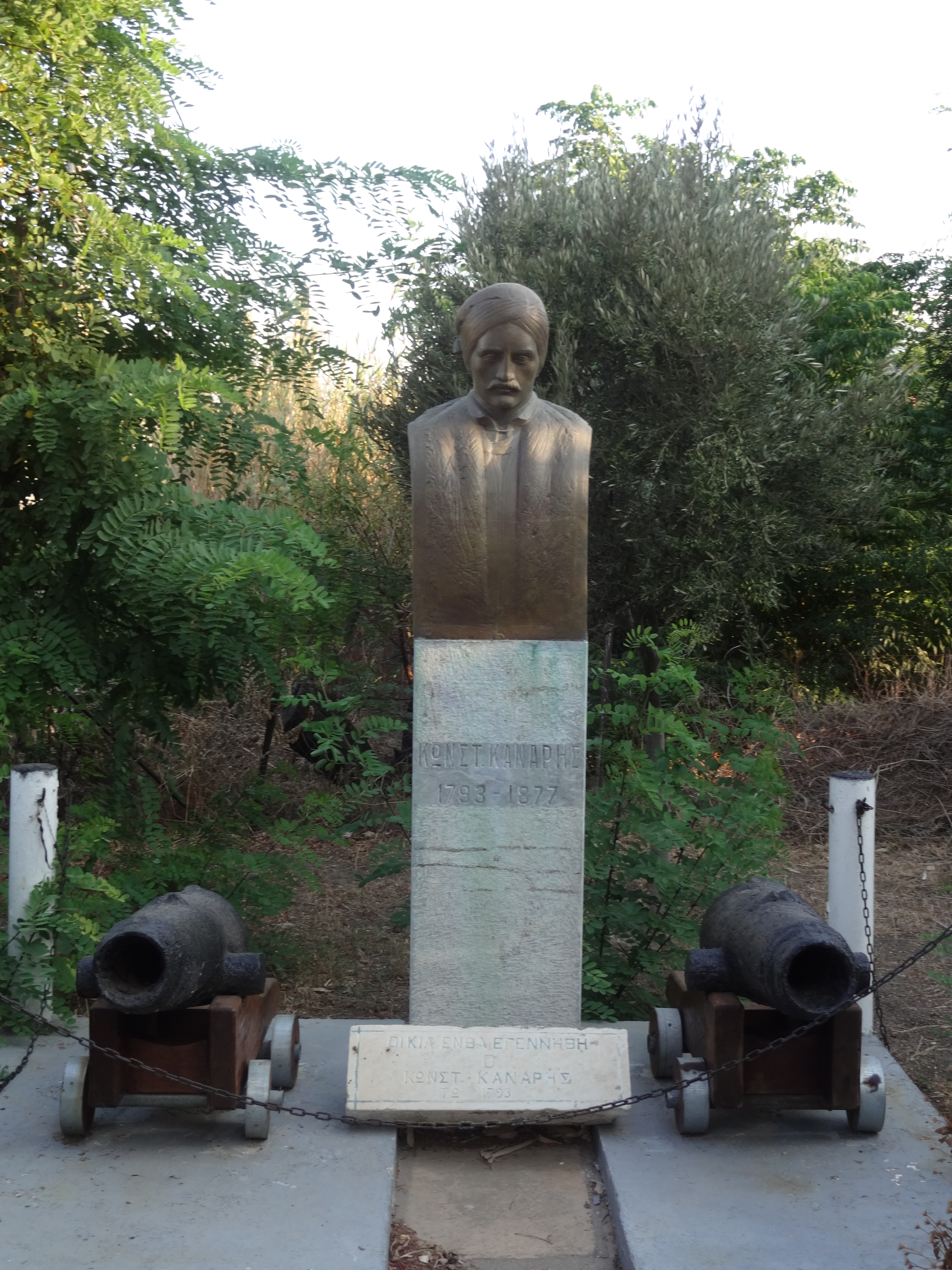
Бюст Константина Канариса на месте его дома

На холме Маври-Рахи найдены руины зданий эллинистического периода, свидетельствующие о процветающем поселении. На западной окраине современной деревни найдены раннехристианские надземные склепы, преимущественно разграбленные.

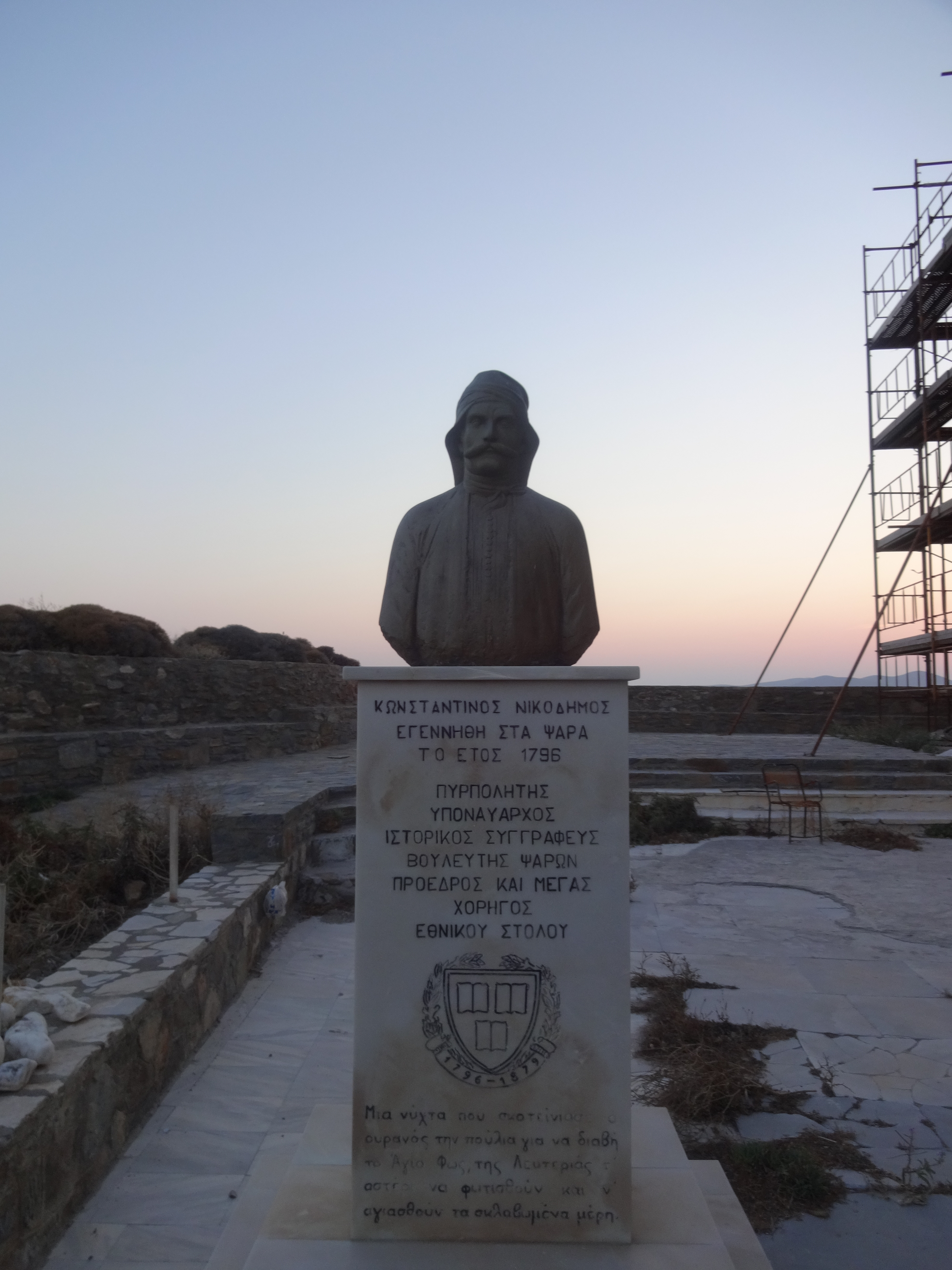
Бюст Константиса Никодимоса

До конца XVII века остров был форпостом пиратов. В 1693 году венецианский адмирал Франческо Морозини нашёл остров необитаемым. В XVIII веке заселён выходцами с Эвбеи и Фессалии. Во время османского владычества на острове существовало местное самоуправление. По свидетельству британского путешественника Ричарда Покока (Richard Pococke) середины XVIII века на острове было около тысячи жителей, население в этот период продолжает расти. Скудные ресурсы острова предопределили, что морское судоходство всегда было основным промыслом псариотов. В этот период строятся первые известные псариотские парусники — саколевы (σακολέβα), которые плавали до Хиоса и Лесбоса, до Эвбеи и Фессалии. Саколевы были заменены вскоре более крупными судами, способными выдержать длительные морские переходы. В начале русско-турецкой войны 1768—1774 годов на Псаре была торговая флотилия в 45 галиотов. Тогда же построено первое трёхмачтовое судно Ивана Варнаци.
Псариоты поддержали Пелопоннесское восстание и Первую Архипелагскую экспедицию, действия российского флота в Эгейском море в ходе русско-турецкой войны. В 1770 году псариоты захватили Пломари на Лесбосе, а в 1773 году — Плагию, а также Мудрос на Лесбосе. По Кючук-Кайнарджийскому миру 1774 года псариоты получили амнистию от султана.
В начале XIX века население острова достигло 3 тысяч жителей. Быстрыми темпами развивается судостроение. Рост количества судов греческих островов и благосостояния островитян, в частности псариотов, в значительной мере связан с Великой французской революцией. В ходе Наполеоновских войн суда Псары, Идры и Спеце, груженные зерном, прорывали блокаду, установленную вокруг Франции английским флотом.
10 апреля 1821 года псариоты одними из первых подняли знамя восстания и превратили свои торговые суда в боевые. Военным флотом Псары, Идры и Спеце командовал Андреас Миаулис, флотилией Псары — Николис Апостолис. Остров стал важной военно-морской базой.
В июне 1824 году остров подвергся опустошительному нападению турецко-египетской эскадры, после героической обороны оставшиеся в живых жители Псары были вырезаны или уведены в плен, сам остров сожжён. Псарская резня закончилась взрывом порохового склада на холме Палеокастро, описанным Дионисиосом Соломосом в стихотворении «Маври-Рахи».
То, что столь маленький размерами остров подвергся нападению объединенных сил османов и их вассалов египтян, алжирцев и тунисцев, объясняется несоразмерным с населением острова вкладом в освободительную войну, где корабли псариотов и особенно брандеры, вместе с кораблями островов Идра и Спеце составляли костяк греческого флота. Принимая во внимание, что без греческих побед на море исход освободительной войны 1821—1830 годов был бы сомнителен, то вклад этого маленького острова в освобождение Греции нельзя переоценить.
По некоторым данным, население Псары в 1824 году достигало от 7 до 20 тыс. человек при плотности населения минимум 160 человек на квадратный километр, для сравнения на соседнем Хиосе в 1822 году (до Хиосской резни) — 120 тыс. Из всех жителей острова после резни уцелело лишь около 500—600 жителей. Из них большинство было вырезано, остальные — проданы в рабство, депортированы либо оказались в изгнании, образовав греческую диаспору Западной Европы и США, которая многое сделала для последующего энозиса (объединения) острова с Грецией в 1912 году. После 1824 года несколько десятилетий остров был выжжен и практически необитаем.
Выжившие бежали на Киклады, Эгину и Спеце. Греческое правительство выделило землю в Эретрии для беженцев с Псары. Созданный город был назван Неа-Псара.
В 1912 году остров Псара присоединён к Греции.
Из-за слабой экономической базы скудного острова и низкого уровня благосостояния островитян, на протяжении XX века население острова сокращалось за счёт постепенного исхода населения в Афины, Салоники, другие города материковой Греции, а также, в качестве гастарбайтеров, в другие страны (преимущественно Германию, США, Австралию, Великобританию и др.). Плотность населения на острове составляет около 10 человек на квадратный километр. Население продолжает сокращаться и по данным современных переписей населения Греции.

## Достопримечательности
На вершине холма Маври-Рахи находится мемориал жертв Псарской резни и двойная часовня Святой Анны и Святого Иоанна.
Церковь Святителя Николая Чудотворца, в которой 10 апреля 1821 года было объявлено о начале Революции, стоит на вершине холма над современной деревней. Рядом с церковью находятся руины дома Константина Канариса, героя войны за независимость.
Монастырь Успения Пресвятой Богородицы находится на северном побережье у подножия горы Профитис-Илиас.
На выходе из современной деревни находится каменный трёхэтажный «конак», единственное сохранившееся здание XIX века.

## Население
| Год  | Население, человек |
| ---- | ------------------ |
| 1824 | 7000—20 000        |
| 1981 | 460                |
| 1991 | 472                |
| 2001 | 478                |
| 2011 | ↘ 454              |

## Уроженцы
- Канарис, Константин (1793—1877) — герой освободительной войны, брандерист, адмирал, министр, премьер-министр Греции.
- Папаниколис, Димитриос (1790—1855) — капитан брандера, герой Освободительной войны Греции 1821—1829 годов.
- Апостолис, Николис (1770—1827) — герой освободительной войны, командующий флотом Псары.
- Никодимос, Константис (1796—1877) — герой освободительной войны, капитан брандера, адмирал, писатель.
- Варваци, Иван Андреевич (1750—1825) — национальный герой Греции, предприниматель и меценат, российский дворянин.
- Сириан, Георгиос (1818—1891) — сирота, выживший после резни 1824 года, известный американский моряк, в честь которого ВМФ США учредило награду «George Sirian Award».
- Канарис, Мильтиад (1822—1900) — сын Константина Канариса, вице-адмирал и политик.
- Стамателос, Георгиос (1824—1905) — греческий вице-адмирал, командующий флотом на последнем этапе греко-турецкой войны 1897 года.